# 올레크 안토노프

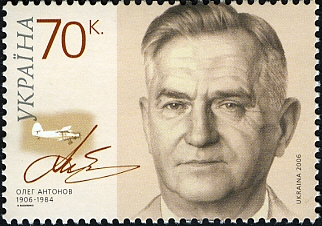
2006년 우크라이나에서 발행된 우표에 그려진 올레크 안토노프

올레크 콘스탄티노비치 안토노프(러시아어: Олег Константинович Антонов, 1906년 2월 7일(율리우스력: 1월 27일) ~ 1984년 4월 4일)는 소련의 항공 공학자, 항공기 설계자이다.

## 생애
1906년 2월 7일(율리우스력으로는 1월 27일) 러시아 모스크바 근교에 위치한 트로이치 마을에서 태어났다. 1912년에 가족들과 함께 사라토프로 이주하면서부터 공업 학교에 재학했다. 어린 시절부터 비행기를 좋아했던 안토노프는 시간이 날 때마다 언제나 사라토프 비행장에서 비행기를 보면서 살았다. 17세 시절에는 아마추어 비행 클럽, 공군 동지회를 설립했다.
1930년에 레닌그라드(현재의 러시아 상트페테르부르크)에 위치한 칼리닌 공과 대학교를 졸업했고 1931년에는 모스크바 글라이더 공장에서 수석 디자이너로 근무하면서부터 글라이더 설계를 맡았다. 1938년 소련 글라이더가 서방권 국가에 불시착한 사건을 계기로 소련 정부가 글라이더 공장을 폐쇄하면서 일자리를 잃었지만 1940년에 야코블레프의 수석 디자이너로 임명되었다. 또한 레닌그라드에 항공기 설계국을 별도로 설립했다.
제2차 세계 대전 시기에는 소련 공군의 글라이더, 복엽기를 설계했고 1943년에는 야코블레프의 수석 디자이너로 복직했다. 종전 이후에는 노보시비르스크에 위치한 야코블레프 항공기 제조 공장에서 보조 디자이너로 근무했다. 1946년 5월에는 노보시비르스크에 안토노프 설계국을 설립했는데 이 회사는 나중에 우크라이나 키예프로 이전하게 된다.
안토노프는 수많은 비행기를 설계한 공학자로 널리 알려졌다. 1952년에는 소련 국가상을, 1962년에는 레닌상을 수상했으며 1966년에는 사회주의 노동영웅 칭호를 받았다. 그 외에 레닌 훈장, 10월 혁명 훈장, 대조국 전쟁 훈장, 노동적기훈장 등을 수상했고 제5차, 제6차, 제7차 소련 최고 소비에트 대의원을 역임했다.
1984년 4월 4일 우크라이나 키예프에서 사망했으며 키예프에 위치한 바이코베 묘지에 안장되었다. 안토노프는 글라이더, 비행기의 설계에 관한 다수의 저서를 집필했다.